# Pneumatophor

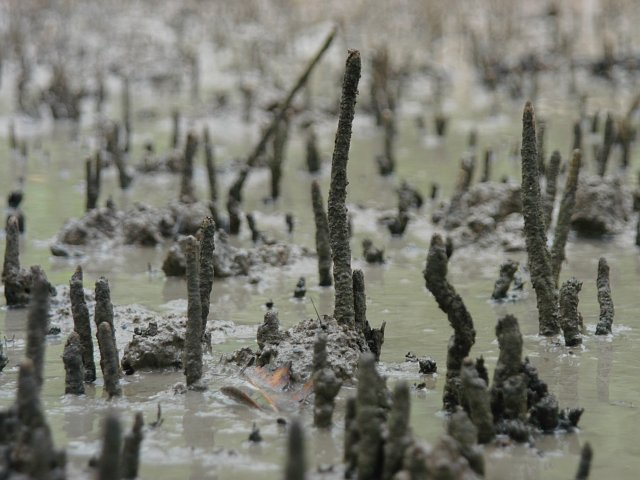
Pneumatophore der Schwarzen Mangrove (Avicennia germinans), Mangrovenwald im Caeté-Ästuar, Bragança, Pará, Nordbrasilien.

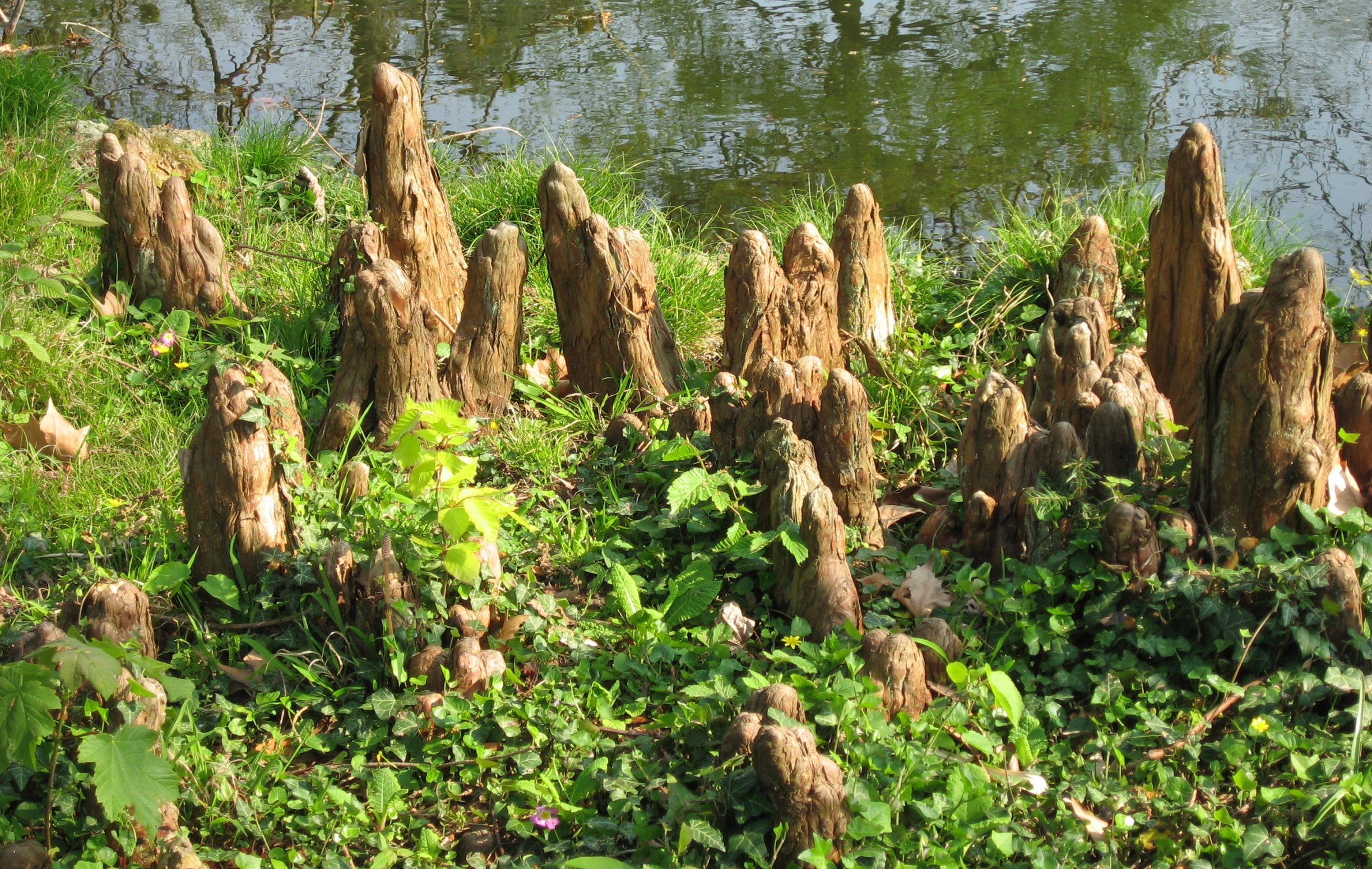
Atemknie der Echten Sumpfzypresse (Taxodium distichum)

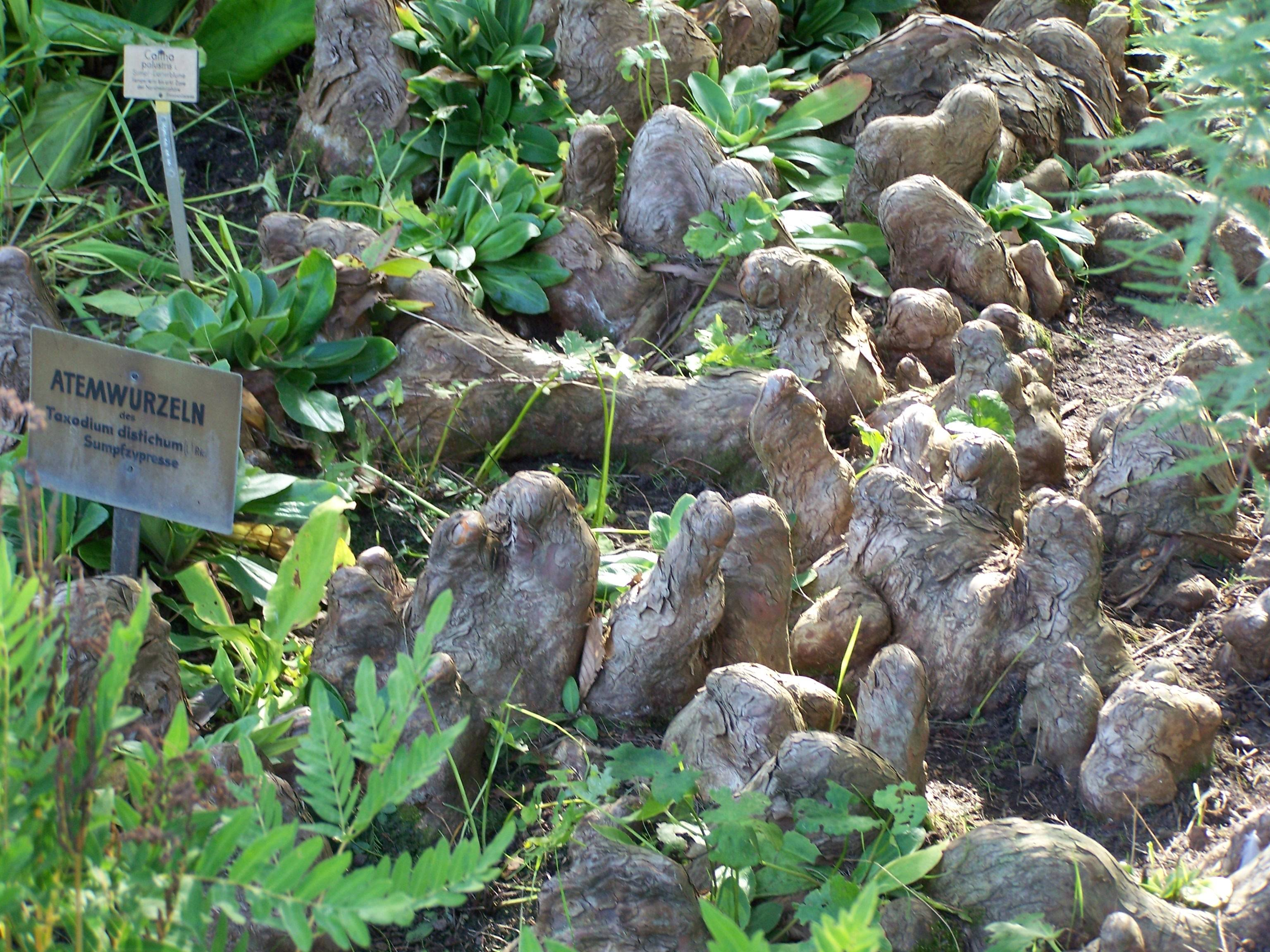
Atemwurzeln einer Sumpfzypresse.

Pneumatophore (griech. πνεῦμα, pneuma: „Luftstrom“; φορός, phorós: „tragend“) oder Atemwurzeln sind Strukturen, die vom unterirdischen Wurzelsystem einiger Sumpf- oder Mangrovenbäume ausgebildet werden. Durch negativ gravitropes (der Schwerkraft entgegengerichtetes) Wachstum durchbrechen sie die Bodenoberfläche.
Bäume mit Pneumatophoren  wachsen in wassergesättigten, sauerstoffarmen Böden. In diesen Böden kann der Sauerstoff-Bedarf des Wurzelgewebes nicht allein durch Diffusion aus der Umgebung der Wurzeln gedeckt werden; die Pneumatophore dienen den Pflanzen als Atemwurzeln. Über Lentizellen in ihrem oberirdischen Abschnitt kann Luft in das unter der gasdichten, verkorkten Rinde liegende interzellularenreiche Aerenchym diffundieren. Bei Messungen an Mangroven wurde festgestellt, dass das unterirdische Wurzelsystem in der Lage ist, durch seinen Sauerstoffverbrauch einen Unterdruck zu erzeugen, der zu einem Gasaustausch durch Massenfluss mit der Oberflächenluft führt; man nimmt dabei an, dass sich das durch Atmungsprozesse freigesetzte Kohlendioxid im die Wurzel umgebenden Wasser löst. Zusätzlich müssen Diffusionsprozesse eine Rolle beim Gasaustausch spielen.
Bei vollständiger Überflutung des oberirdischen Abschnitts der Pneumatophoren verhindert die Oberflächenspannung des Wassers ein Eindringen von Flüssigkeit über die Lentizellen. Im untergetauchten Zustand ist kein Gasaustausch möglich, und dauerhafte Überflutung, z. B. durch Aufstauen eines Tidenkanals, kann zum Absterben des Wurzelsystems führen.
Pneumatophore werden u. a. von den Mangrovenbäumen Avicennia (Unterfamilie Avicennioideae innerhalb der Akanthusgewächse), Sonneratia (Weiderichgewächse) und (fakultativ) von Laguncularia (Flügelsamengewächse) ausgebildet. Auch Atemknie und Stelzwurzeln können die Funktion von Atemwurzeln übernehmen.